# Loznica (miasto Čačak)
Loznica (cyr. Лозница) – wieś w Serbii, w okręgu morawickim, w mieście Čačak. W 2011 roku liczyła 432 mieszkańców.